# Ossau-Iraty
De Ossau-Iraty is een Franse kaas, een halfharde kaas afkomstig uit Frans-Baskenland en het hoger gelegen deel van Béarn. Het herkomstgebied beslaat het departement Pyrénées-Atlantiques ten zuiden van de rivieren Ousse, Gave de Pau en Adour, en een klein gebied in het zuidwesten van het departement Hautes-Pyrénées. De naam is afgeleid van de Pic du Midi d'Ossau en van de beukenbossen van Iraty. Al in vroege (Romeinse) geschriften wordt melding gemaakt van een harde schapenkaas die op de markt van Toulouse te koop was.
De kaas wordt gemaakt van schapenmelk, afkomstig van schapen van de rassen Basco-Béarnaise of Manech. In de hoge Pyreneeën lopen nog zo'n 2000 kuddes, in totaal zo'n 300.000 schapen, bewaakt door herders en honden.
De schapenmelk wordt verwarmd tot 30°C, de wrongel ontstaat na toevoeging van de kalfsleb. De wrongel wordt gesneden en opnieuw verwarmd om de wei weg te laten lopen. De wrongel wordt in een vorm gedaan, geperst en afgegoten. Vervolgens wordt de kaas met grof zout gezouten. De rijping vindt plaats in een vochtige atmosfeer bij maximaal 12°C en gedurende minstens 3 maanden. Optimaal is 5-6 maanden.
De kaas is ivoorwit van binnen, en heeft een geel-oranje tot grijs uiterlijk.
De Ossau-Iraty-schapenkaas heeft sinds 1980 het AOC-keurmerk. Sinds de kaas het keurmerk heeft zijn ook het gebied waar de schapenmelk vandaan moet komen en het gebied waar de kaas gemaakt moet worden strikt omschreven.
Maar de ware Ossau-Iraty is de kaas die in de zomer op de bergwei door de herders gemaakt wordt van de melk die net door de schapen gegeven is. Die kaas, de fromage estive, heeft de volle smaak van alle kruiden van de bergwei die het dieet van de schapen vormen.